# Julia Varady
Julia Varady (ungarisch Várady Júlia, * 1. September 1941 in Oradea als Tőzsér Júlia) ist eine ungarisch-deutsche Opern- und Konzertsängerin.

## Leben
Julia Varady erhielt im Alter von sechs Jahren Violin-Unterricht am Konservatorium von Cluj bei Emilia Popp und seit 1955, mit 14 Jahren, ihre sängerische Ausbildung bei Arta Florescu am Konservatorium in Bukarest. Während dieser Zeit studierte sie gleichzeitig Musikpädagogik und nahm Schauspielunterricht. Ihre Lehrerin hielt die Stimme zunächst für einen Alt und ließ sie fünf Alt- und Mezzo-Partien singen, bevor auch dramatische Sopran-Rollen hinzukamen. Sie beendete ihr Studium Gesang und Musikpädagogik mit dem Staatsexamen Diploma in Art.
Varady debütierte 1962 in Cluj. Sie erhielt noch vor ihrem Staatsexamen einen Anfängervertrag und wurde als Solistin für Rollen in Opern von Mozart, Puccini, Verdi und Leoncavallo u. a. engagiert. In Cluj sang sie über zehn Jahre dramatische Sopran- und Mezzosopran-Rollen, allerdings auch Orpheus in Glucks Orfeo ed Euridice oder die Fiordiligi in Mozarts Così fan tutte. 1968 war ihr erster Auslands-Auftritt in Parma, Italien in Herzog Blaubarts Burg von Béla Bartók.
Christoph von Dohnányi holte sie 1970 an die Oper Frankfurt, nachdem sie in Italien einen Wettbewerb gewonnen und in Köln als Violetta in Verdis La traviata gastiert hatte. Man verpflichtete sie in Frankfurt in einem Jahr für sieben Premieren, z. B. als Antonia in Hoffmanns Erzählungen oder Elisabetta in Verdis Don Carlos und weiteren Rollen von Mozart und Verdi.  
1971 zog sie die Aufmerksamkeit bei den Münchner Opernfestspielen als Vitellia in Mozarts La clemenza di Tito auf sich und wurde im gleichen Jahr von der Bayerischen Staatsoper in München unter Vertrag genommen. 
1972 übernahm sie in Köln im  Mozart-Zyklus (von Jean-Pierre Ponnelle) unter István Kertész (später Sir John Pritchards) die Donna Elvira in Don Giovanni und Fiordiligi in Così fan tutte. Dort feierte sie  Erfolge als Elettra in Mozarts Idomeneo, als Georgette in Der Mantel (bei dieser Produktion lernte sie 1973 ihren späteren Ehemann Dietrich Fischer-Dieskau kennen), in der Rolle der Santuzza in Cavalleria rusticana, in Puccinis Madama Butterfly, als Violetta in La traviata, Leonora in La forza del destino, als Elisabetta in Don Carlos, als Aida, als Senta in Der Fliegende Holländer, als Eva (Die Meistersinger von Nürnberg), Arabella (Richard Strauss).
Ab 1974 war Varady regelmäßig in Japan im Rahmen von Gastspielen der Bayerischen Staatsoper München bzw. der Deutschen Oper Berlin. 1978 an die Deutsche Oper Berlin engagiert, war sie als Gräfin in Le nozze di Figaro zu erleben, 1982 als Aida, 1991 als Desdemona und 1992 als Elisabeth in Wagners Tannhäuser, sowie seit 1983 als Sieglinde in Die Walküre. 
Neben den Haupt-Engagements in München und Berlin kamen internationale Auftritte hinzu: Royal Opera House (Covent Garden) 1987 als Desdemona und 1992 als Senta, Wiener Staatsoper, Edinburgh Festival als Alceste (Gluck), Salzburger Festspiele in Mozart-Partien wie Elettra, Vitellia und Donna Elvira, Mailänder Scala (Mozart, Elettra). In der Spielzeit 1977/78 gab Varady ihr Debüt an der Metropolitan Opera in New York als Donna Elvira, in Washington (Mozart-Zyklus mit Ponnelle und Daniel Barenboim), Opéra Bastille als Abigaille in Verdis Nabucco und Palais Garnier (beide Paris).
Ihr Opern-Repertoire umfasst alle Mozart- und Verdi-Rollen ihres Fachs sowie diejenigen von Strauss und Wagner. Bei der Uraufführung von Aribert Reimanns Oper Lear (1978 in München) war sie die Cordelia. 
Julia Varady trat als Konzertsängerin mit großen Repertoire auf, ebenso führten sie Liederabende von Berlin nach Paris, New York (Carnegie Hall) und Tokio. 
In der Zeit ihres Wirkens als Sängerin entstanden  CD-Einspielungen sowie Rundfunk- und Fernsehaufnahmen.
Von 2000 bis Anfang 2019 war Varady Gastprofessorin an der Hochschule für Musik Hanns Eisler Berlin. Außerdem unterrichtete sie am Opernstudio der Staatsoper Unter den Linden in Berlin. Seit Oktober 2012 ist sie Gastprofessorin an der Hochschule für Musik Karlsruhe und ist dort für Operncoaching zuständig.
Sie war seit 1977 bis zu dessen Tod 2012 mit dem Sänger Dietrich Fischer-Dieskau verheiratet.

## Ehrungen
Seit 1980 trägt sie den Titel Bayerische Kammersängerin. 1997 erhielt sie den Bayerischen Theaterpreis und 1998 den Bayerischen Maximiliansorden für Wissenschaft und Kunst. Im selben Jahr wurde sie die erste Trägerin des Preises der Kulturstiftung Dortmund.

## Film
- Julia Varady – Die Seele singt. von Klaas Rusticus, ZDF 1992
- Julia Varady – Gesang als Passion. von Bruno Monsaingeon, Ideale Audience, arte, BR (EMI), 1998
- Julia Varady – Le Passage du Flambeau (Meisterklasse) von Bruno Monsaingeon, Ideale Audience, arte, BR, 2007